# Sphenometopa koulingiana
Sphenometopa koulingiana är en tvåvingeart som först beskrevs av Seguy 1941.  Sphenometopa koulingiana ingår i släktet Sphenometopa och familjen köttflugor. Inga underarter finns listade i Catalogue of Life.